# Laponie (région)
Pour les articles homonymes, voir Laponie (homonymie).
La Laponie (en finnois : Lapin maakunta, en suédois : Lapplands landskap, en same du Nord : Sápmi) est une des dix-neuf régions de la Finlande. Jusqu'en 2009, elle était aussi une des six provinces avant leur suppression. Sa capitale est Rovaniemi.
Située au nord de la région d'Ostrobotnie du Nord, elle possède une frontière avec la Russie, la Suède et la Norvège.
En 2019, la Laponie est peuplée par 178 237 habitants vivant sur 100 366 km2. C'est la région la moins densément peuplée du pays, mais de loin la plus grande en superficie : elle fait deux fois et demi la superficie de la deuxième plus grande région.
On dit que le père Noël y vit,.

## Histoire
La Laponie a été séparée de la province d'Oulu en 1936. Elle perd, après la Seconde Guerre mondiale, la région de Petsamo et une partie de la commune de Salla, cédées à l'Union soviétique.

## Géographie

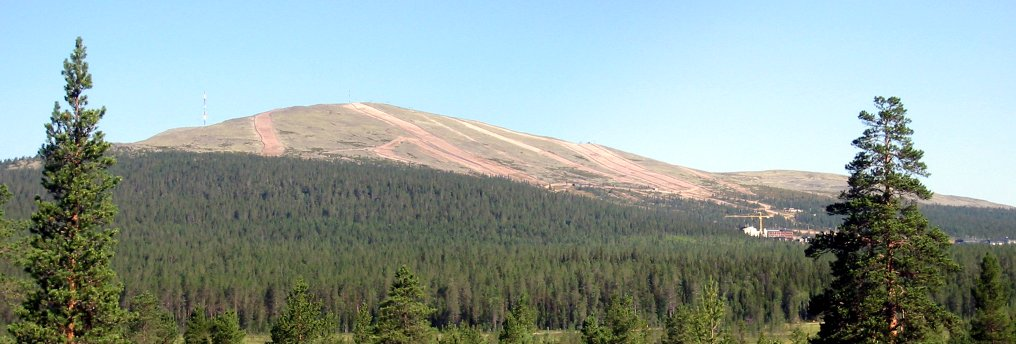
Yllästunturi.

La région de Laponie a une superficie de 100 366,85 km2.
Elle est limitée au Nord par le comté de Troms et le comté de Finnmark, à l'Est par l'oblast de Mourmansk et la république de Carélie, au Sud par Ostrobotnie du Nord et à son Ouest par le comté de Norrbotten.
Les cours d'eau frontaliers sont le Tenojoki, le Muonionjoki et le Tornionjoki.
La Laponie se situe entre les 66e et 70e parallèles. La majeure partie de la Laponie se situe donc au nord du cercle polaire.
Les centres régionaux sont Rovaniemi et Kemi-Tornio.
Les autres villes sont Kemi, Tornio et Kemijärvi.

### Eaux intérieures

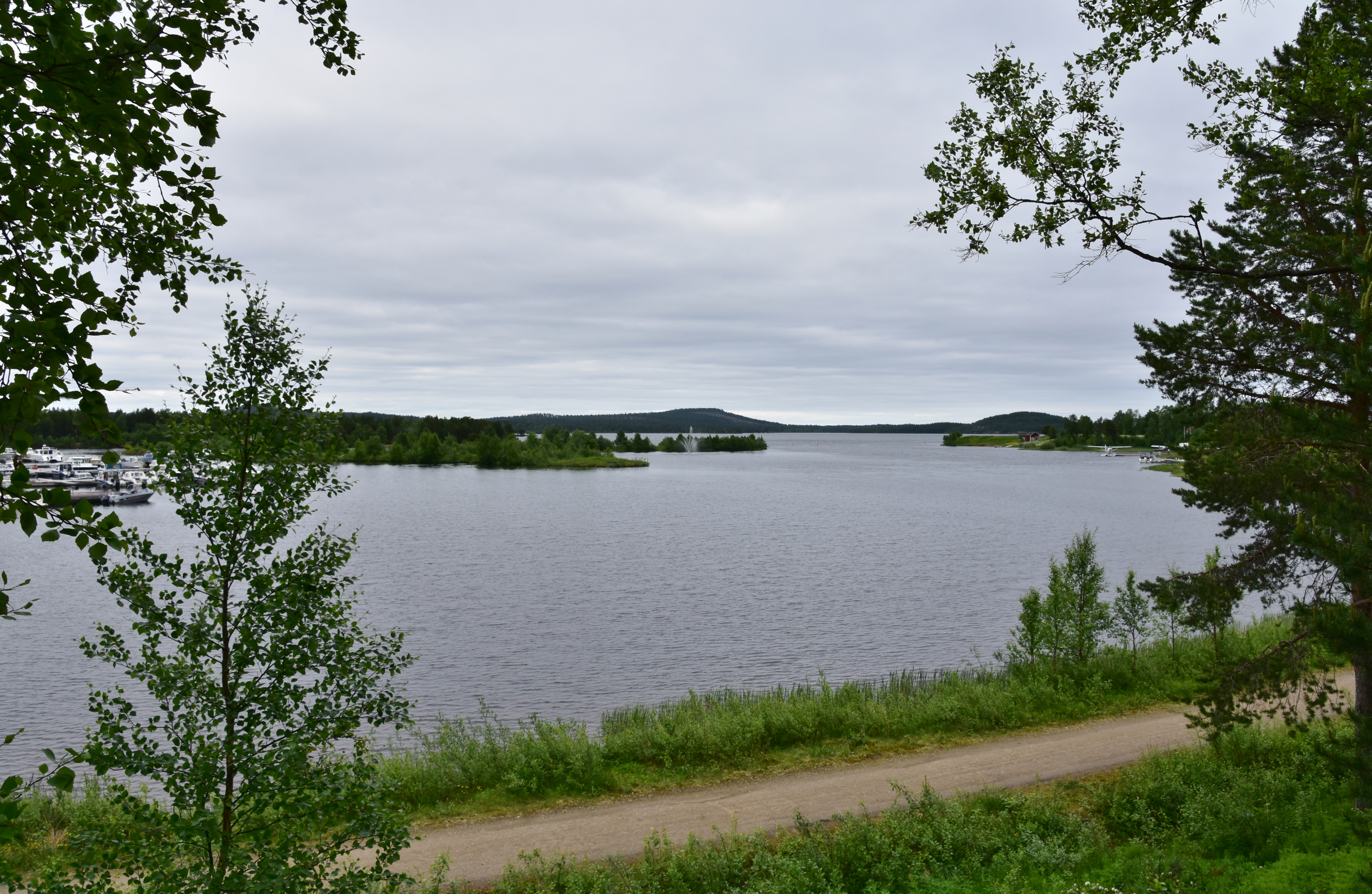
Le lac Inari

La superficie totale des eaux intérieures de la Laponie est de 5 944 km2.
Ainsi, 6 % de la superficie du paysage est recouverte d’eau, ce qui est moins que dans le reste de la Finlande (12 % en moyenne). Le nombre de lacs est élevé, en particulier dans le nord, mais la plupart sont très petits. Le lac Inari constitue une exception notable avec sa superficie de 1 084 km2.
Il est, selon la méthode de comptage, le deuxième ou troisième lac de Finlande et le dixième en Europe. Le lac Inari compte plus de 3000 îles.
Le deuxième plus grand lac naturel est le lac Kemijärvi situé dans la ville éponyme, avec une superficie de 231 km2.
À la fin des années 1960, on a construit deux grands lacs artificiels, le Lokka (315 km2) et le Porttipahta (149 km2) au cours de la construction de centrales hydroélectriques.
Avec ses 512 km, le Kemijoki est le plus long fleuve de Finlande. Plus de la moitié de la Laponie appartient à son bassin versant (51 127 km2, dont environ 1 600 km2 du côté russe).
Le Kemijoki prend sa source à proximité de Savukoski, près de la frontière entre la Finlande et la Russie, et se dirige vers le sud-ouest en passant par Kemijärvi et Rovaniemi jusqu'à son embouchure à Kemi.
Les nombreux rapides de la rivière sont maintenant exploités pour l'hydroélectricité. Le plus grand affluent du Kemijoki est la rivière Ounasjoki. Il est comme le Tornionjoki encore complètement à l'état naturel. Le Tornionjoki, long de 565 km, est le deuxième grand cours d'eau de la Laponie. Il prend sa source en Laponie suédoise et se jette à Tornio dans la mer Baltique. Avec son affluent, la Muonionjoki, il forme la frontière finno-suédoise.

### Relief

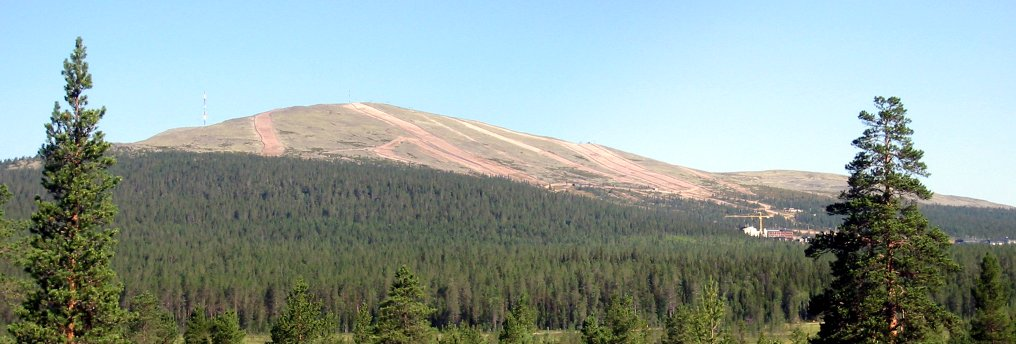
Le Yllästunturi du côté de Ylläsjärvi

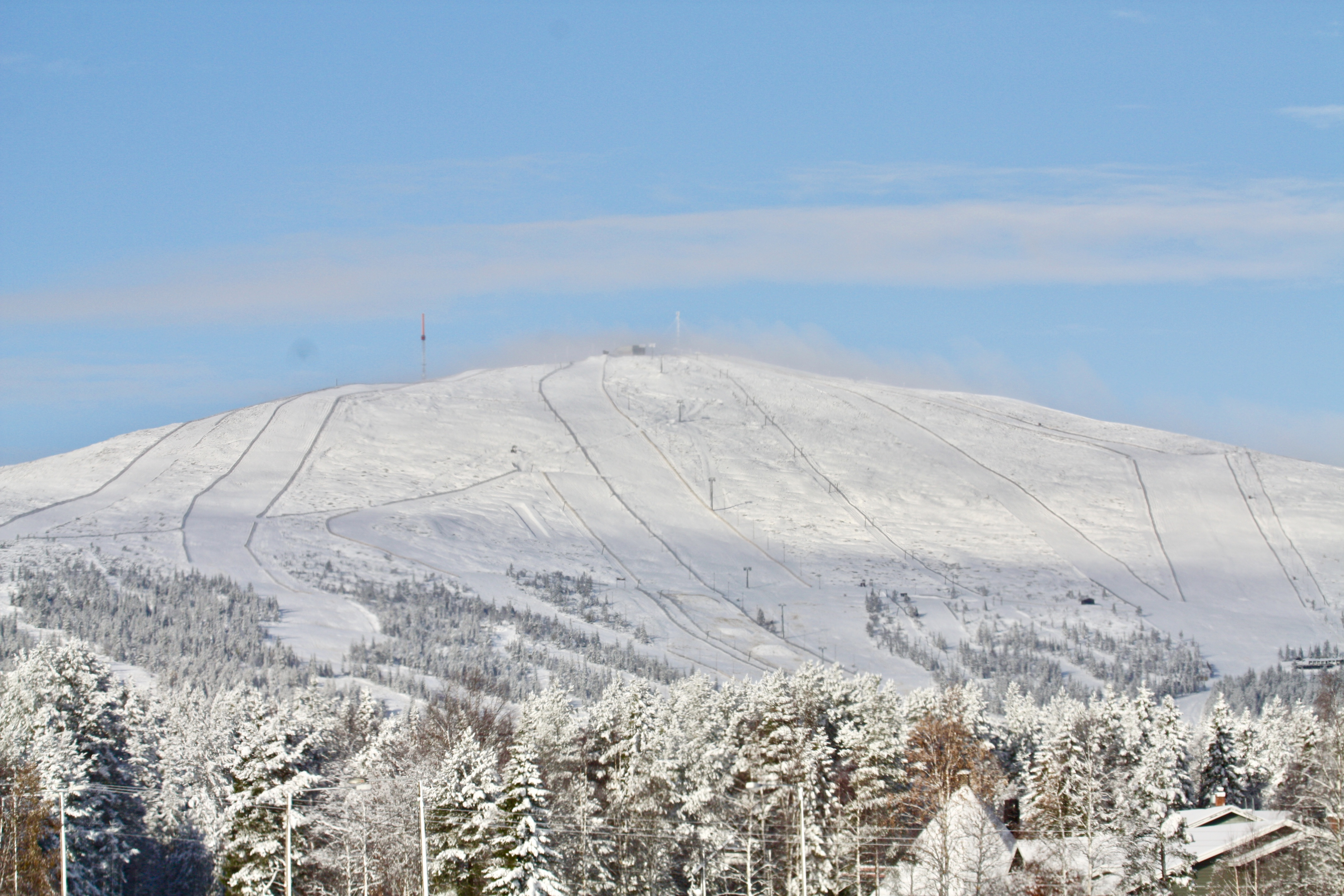
Le Yllästunturi.

La plaine côtière plate à l'extrémité septentrionale du golfe de Botnie est aussi appelée "Laponie maritime" (Meri-Lappi).
La région de Peräpohjola, située au sud de la Laponie, appartient toujours au pays des collines finlandaises (Vaara-Suomi), qui s'étend de la Carélie du Nord à la Laponie du Sud en passant par le Kainuu.
Géographiquement, la Laponie actuelle ne commence qu'à la hauteur de Kolari, Pelkosenniemi et Salla.
Les monts arrondis (tunturis) sont caractéristiques de cette région. Ce sont des collines qui dépassent la limite des arbres. La limite nord de la chaîne de pins et d'épicéas marque la transition de la forêt de Laponie (Metsä-Lappi) à la Laponie des Tunturis (Tunturi-Lappi). La Laponie forestière comprend de vastes étendues de forêts plates et de marais, desquelles se détachent des collines sans arbres. En Laponie des tunturis, les bouleaux touffus poussent à basse altitude, les altitudes les plus élevées n'étant couvertes que par les lichens.
De la côte de la mer Baltique, le terrain s’élève progressivement vers le nord et l’est jusqu’à la ligne de partage des eaux de Maanselkä, jusqu’à une altitude de 300 à 500 mètres. À l'extrême nord-ouest (Käsivarsi (fi)), la Laponie a une partie dans les alpes scandinaves.
Le point le plus élevé est le Halti à Enontekiö qui culmine à 1 324 m d'altitudeet est situé à la frontière avec la Norvège.
Il est suivi par les sommets voisins Ridnitšohkka (1317 m) et Kovddoskaisi (1210 m).
La montagne la plus connue et la plus pittoresque est Saana (1029 m), qui culmine à 500 mètres au-dessus du village de Kilpisjärvi. Les collines du reste de la Laponie sont plus basses et ondulées avec des hauteurs comprises entre 400 et 800 mètres. Les monts les plus importants sont le Pallastunturi (807 m) à Muonio, l'Ounastunturi (723 m) à Enontekiö, l'Yllästunturi (718 m) à Kittilä, le Sokosti (718 m) à Sodankylä, le Paistunturi (648 m) à Utsjoki et le Pyhätunturi (540 m) à Sodankylä et Kemijärvi.

### Géologie

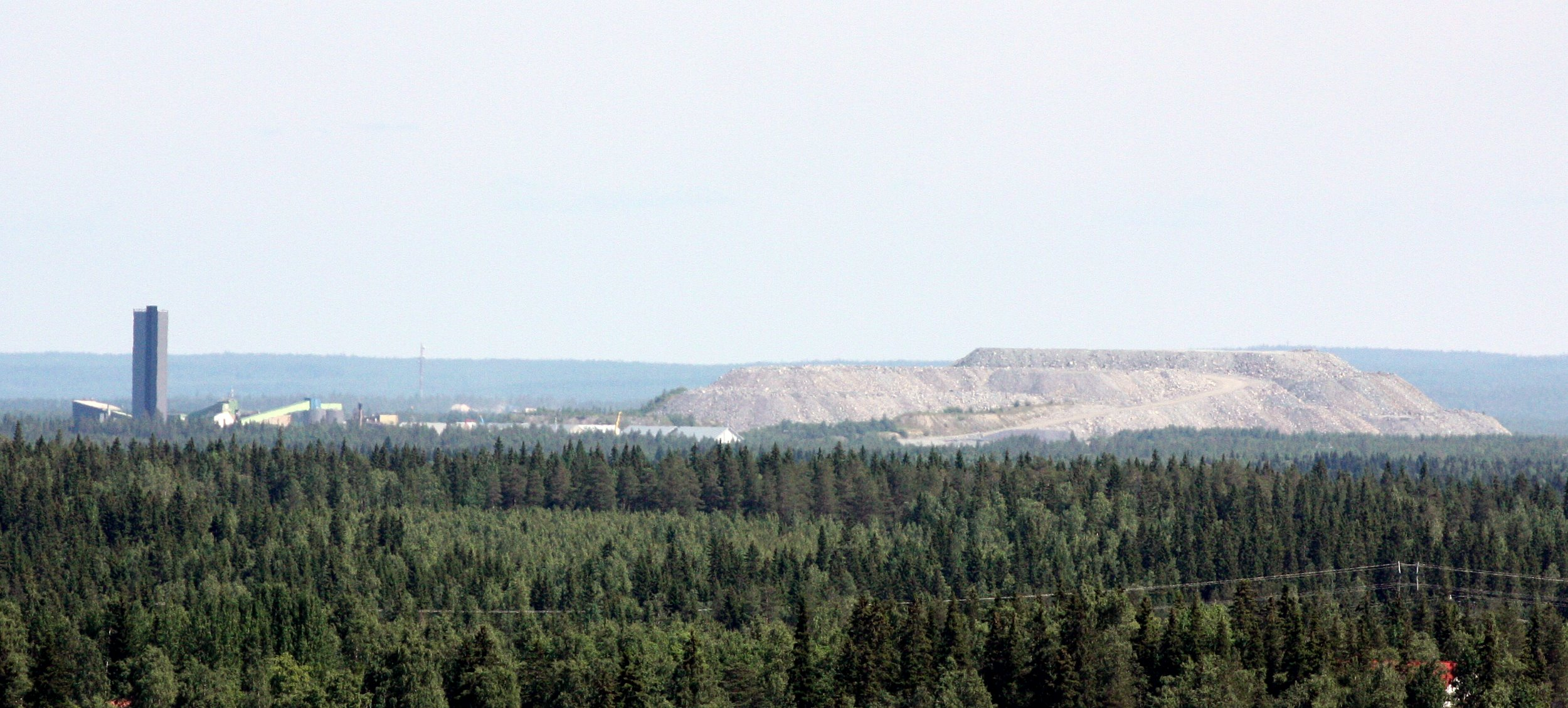
Mine de chrome d'Elijärvi

Le socle rocheux est formé principalement de roches précambriennes du bouclier scandinave.
La plus grande partie s'est formée à l'ère Paléoprotérozoïque, et certaines zones durant l'éon Archéen il y a plus de 2500 millions d'années.
Le sol de la Laponie renferme beaucoup de richesses.
Dans les années 1860, on découvre de l'or en Laponie, ce qui initie alors la ruée vers l'or (fi).
De nos jours, on tamise encore l'or en Laponie, mais on a aussi ouvert des mines d'or.
Les mines de fer de Kolari (fi) et de Kemijärvi (fi) entrent en exploitation au milieu du XXe siècle.
En 1965, on découvre la mine de chrome d'Elijärvi.
La mine de Kevitsa (fi) donne du nickel et du cuivre.
La mine de Kevitsa renferme les plus importantes réserves de cuivre, de nickel et de cobalt de Finlande alors que les plus importantes réserves de chrome sont celles de la mine d'Elijärvi.
Les plus grandes réserves d'argent sont celles de la mine de Taivaljärvi (fi) à Sotkamo.
La mine de Kittilä correspond aux plus grandes réserves d'or et la mine de Kevitsa à celles de platine.

### Faune et flore

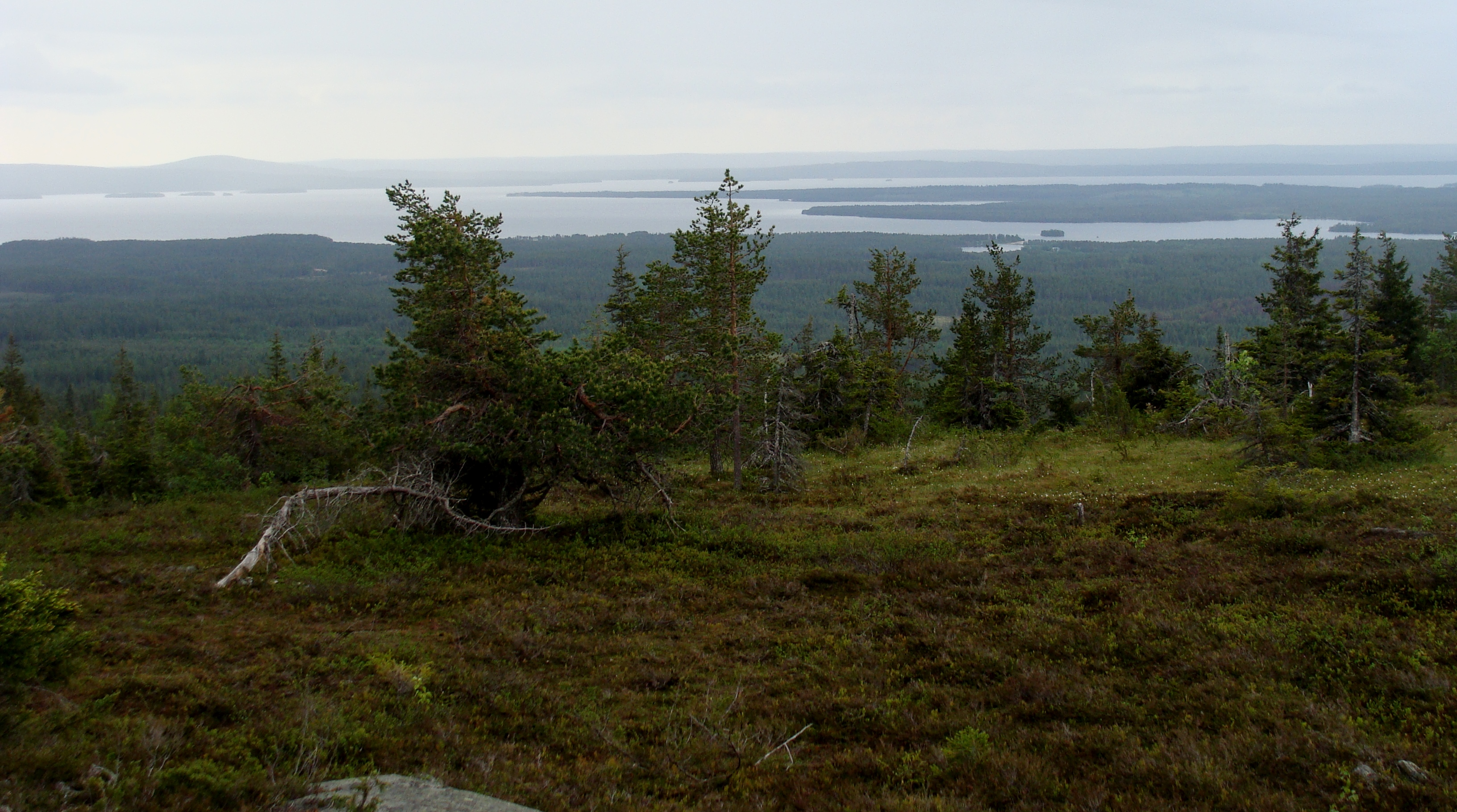
parc national du Riisitunturi

### Aires protégées
La Laponie est un territoire d'une grande importance pour la biodiversité, et longtemps considéré comme un espace vierge, ainsi les gouvernements locaux y ont défini un grand nombre d'aires protégées.
En Finlande, 65 aires protégées sont situées en Laponie, entre autres huit parcs nationaux : Lemmenjoki, Oulanka, Pallas-Yllästunturi, Baie de Botnie, Pyhä-Luosto, Riisitunturi, Syöte et parc national Urho Kekkonen, ainsi que la réserve naturelle Kevo.

## Politique et administration
L'administration est très décentralisée. Ainsi, à côté du conseil régional de Laponie (finnois : Lapin liitto) ou de l'agence d'administration régionale de la Laponie, de nombreux services sont fournis par les sous-régions et les communes.

### Sous-régions
La Laponie est constituée de six sous-régions,:
| Carte                  | Nom                                 | Population (h) |
| ---------------------- | ----------------------------------- | -------------- |
| Carte Laponie de l'Est | Sous-région de Laponie de l'Est     | 18 291         |
| Carte                  | Sous-région de Kemi–Tornio          | 60 355         |
| Carte                  | Sous-région de Laponie du Nord      | 16 849         |
| Carte                  | Sous-région de Rovaniemi            | 64 881         |
| Carte                  | Sous-région de la vallée du Torne   | 8 561          |
| Carte                  | Sous-région de Laponie des Tunturis | 14 371         |

### Communes

Carte des communes de Laponie

La Laponie compte vingt-et-une communes en tout, dont quatre villes. Inari est la commune la plus étendue de Finlande (17 333 km2, pour 6 864 habitants),.
| No | Nom           | Type         | Sous-région                       | Fondé |
| -- | ------------- | ------------ | --------------------------------- | ----- |
| 1  | Enontekiö     | municipalité | Laponie des Tunturis              | 1877  |
| 2  | Inari         | municipalité | Laponie du Nord                   | 1876  |
| 3  | Kemi          | ville        | Sous-région de Kemi–Tornio        | 1869  |
| 4  | Kemijärvi     | ville        | Laponie de l'Est                  | 1957  |
| 5  | Keminmaa      | municipalité | Sous-région de Kemi–Tornio        | -     |
| 6  | Kittilä       | municipalité | Laponie des Tunturis              | 1854  |
| 7  | Kolari        | municipalité | Laponie des Tunturis              | 1867  |
| 8  | Muonio        | municipalité | Laponie des Tunturis              | 1868  |
| 9  | Pelkosenniemi | municipalité | Laponie de l'Est                  | 1916  |
| 10 | Pello         | municipalité | Sous-région de la vallée du Torne | 1867  |
| 11 | Posio         | municipalité | Laponie de l'Est                  | 1926  |
| 12 | Ranua         | municipalité | Sous-région de Rovaniemi          | 1917  |
| 13 | Rovaniemi     | ville        | Sous-région de Rovaniemi          | 1929  |
| 14 | Salla         | municipalité | Laponie de l'Est                  | 1857  |
| 15 | Savukoski     | municipalité | Laponie de l'Est                  | 1916  |
| 16 | Simo          | municipalité | Sous-région de Kemi–Tornio        | 1865  |
| 17 | Sodankylä     | municipalité | Laponie du Nord                   | 1893  |
| 18 | Tervola       | municipalité | Sous-région de Kemi–Tornio        | -     |
| 19 | Tornio        | ville        | Sous-région de Kemi–Tornio        | 1621  |
| 20 | Utsjoki       | municipalité | Laponie du Nord                   | 1876  |
| 21 | Ylitornio     | municipalité | Sous-région de la vallée du Torne | 1482  |

### Parlement finlandais
Les résultats des dernières élections législatives finlandaises,:
| Parti                           | 2007   | 2007   | 2011   | 2011   | 2015   | 2015   |
|                                 | %      | Sièges | %      | Sièges | %      | Sièges |
| Parti du centre                 | 43,2 % | 3      | 32,2 % | 3      | 42,9 % | 4      |
| Vrais Finlandais                | 1,8 %  | -      | 20,5 % | 1      | 16,5 % | 1      |
| Alliance de gauche              | 23,1 % | 2      | 16,7 % | 1      | 13,7 % | 1      |
| Parti de la coalition nationale | 11,7 % | 1      | 12,5 % | 1      | 10,1 % | -      |
| Parti social-démocrate          | 15,1 % | 1      | 11,8 % | 1      | 10,8 % | 1      |
| autres                          | 5,0 %  | -      | 6,3 %  | -      | 6,0 %  | -      |

## Population

### Démographie
De 1880 à 1950, l'évolution démographique de la Laponie est la suivante:
| Année      | 1880   | 1890   | 1900   | 1910   | 1920   | 1930    | 1940    | 1950    |
| ---------- | ------ | ------ | ------ | ------ | ------ | ------- | ------- | ------- |
| population | 39 698 | 47 724 | 59 233 | 68 741 | 81 487 | 107 959 | 131 875 | 167 143 |

De 1950 à 2015, elle est la suivante:
| Année      | 1960    | 1970    | 1980    | 1990    | 2000    | 2010    | 2015    |
| ---------- | ------- | ------- | ------- | ------- | ------- | ------- | ------- |
| population | 205 113 | 197 146 | 194 890 | 200 674 | 191 768 | 183 488 | 180 858 |

## Infrastructures

### Éducation

#### Éducation primaire et secondaire

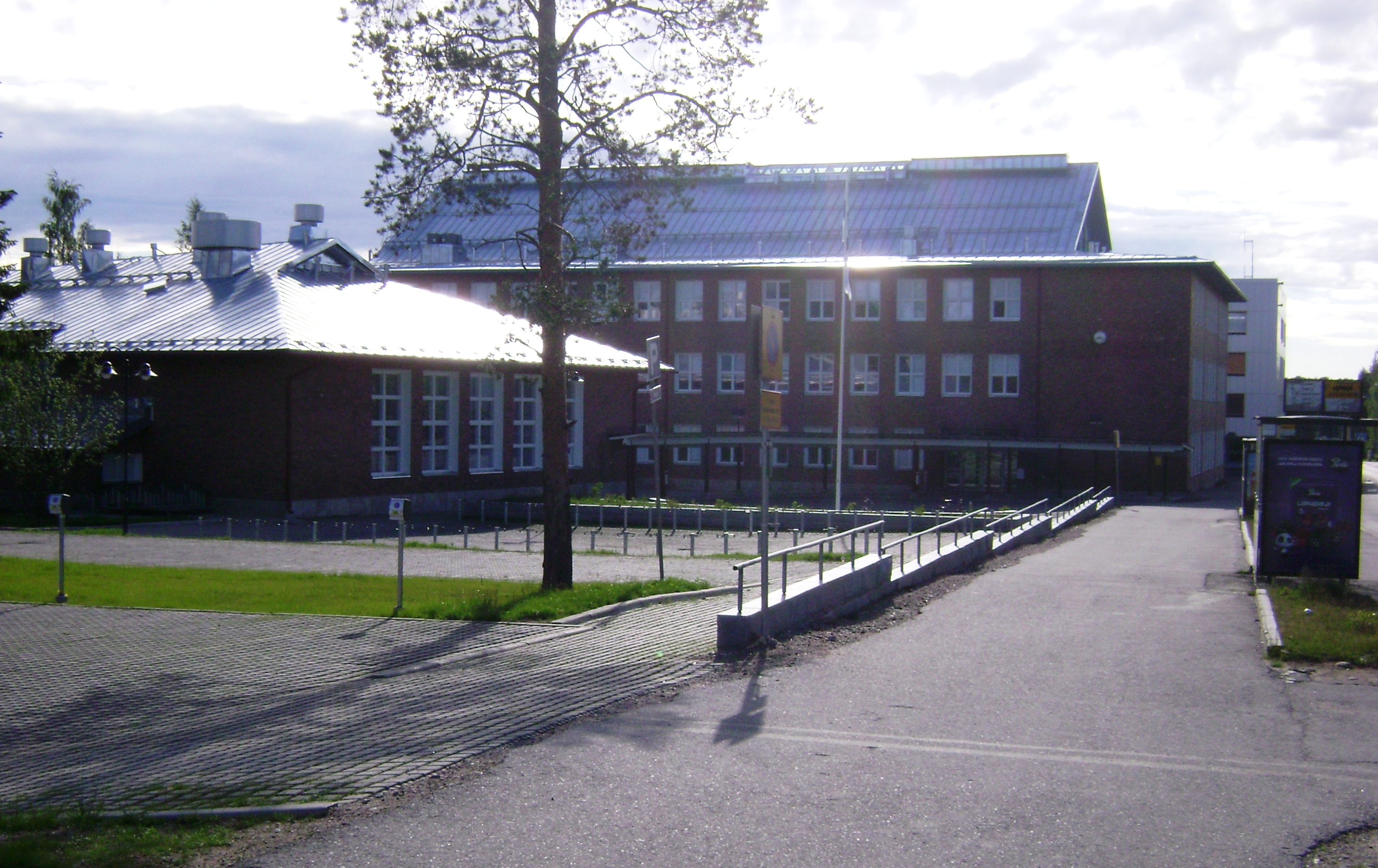
Lycée du parc du lycée à Rovaniemi

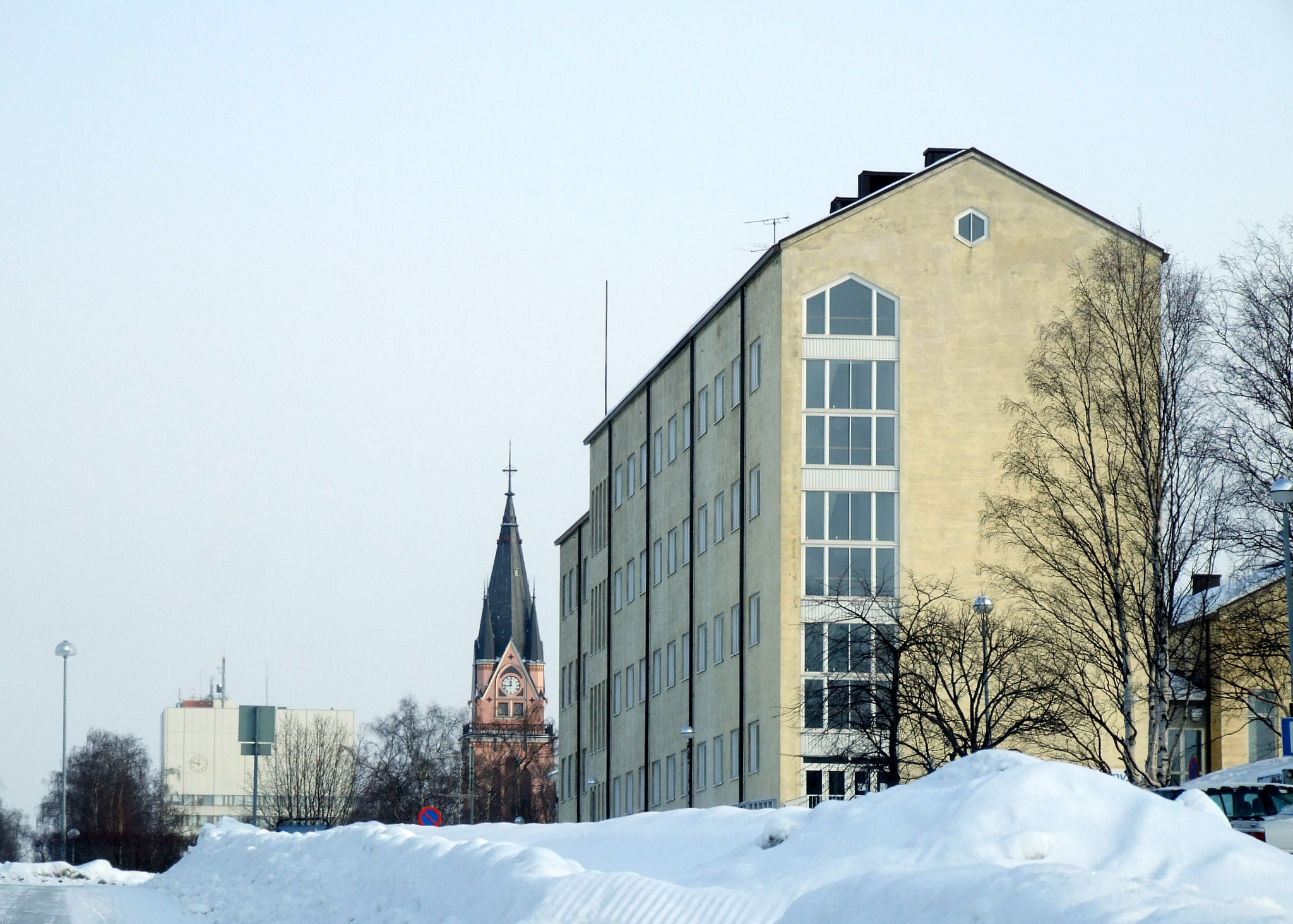
Département de la santé de l'université des sciences appliquées de Laponie à Kemi.

En 2016-2017, la Laponie comptait 24 lycées accueillant en tout 2 689 lycéens:
- sous-région de Rovaniemi
  - Lycée du parc du lycée, Rovaniemi
  - Lycée de Ounasvaara, Rovaniemi
  - Lycée de Muurola, Rovaniemi
  - Lycée des adultes, Rovaniemi
  - Lycée de Ranua
- Sous-région de Kemi–Tornio
  - Lycée de Kemi
  - Lycée de Tornio
  - Lycée de Keminmaa
  - Lycée de Simo
  - Lycée de Tervola
- sous-région de Laponie de l'Est
  - Lycée de Kemijärvi
  - Lycée de Salla
  - Lycée de Savukoski
  - Lycée de Posio
- sous-région de Laponie du Nord
  - Lycée de Sodankylä
  - Lycée de Ivalo
  - Lycée Sami de Utsjoki
- sous-région de la vallée du Torne
  - Lycée de Ylitornio
  - Lycée de Pello
- sous-région de Laponie des Tunturis
  - Lycée de Kittilä
  - Lycée Erälukio de Enontekiö
  - Lycée de Kolari
  - Lycée de Muonio

S'y ajoutent les 7 établissements de formation professionnelle comme le lycée professionnel Lappia à Tornio, le centre de formation de Laponie à Kemijärvi, Kittilä, Rovaniemi et Sodankylä, l'Institut des sports de Laponie, Rovaniemi ou le Centre d'éducation Same qui ont accueilli 6 237 élèves en 2016.

#### Enseignement supérieur
- Université de Laponie à Rovaniemi
- Université des sciences appliquées de Laponie à Kemi, Tornio et Rovaniemi
- Université humaniste des sciences appliquées Humak, Tornio

### Santé
En Finlande, le système de santé est très décentralisé.
Les soins hospitaliers sont gérés au sein de 20 districts hospitaliers regroupant une population comprise entre 70 000 et 800 000 habitants, chaque commune étant tenue d’appartenir à un district hospitalier.
En 2019, les 2 districts hospitaliers pour la Laponie sont le district hospitalier de l'Ostrobotnie de l'Ouest et le district hospitalier de Laponie qui sont tous deux rattachés à l'hôpital universitaire d'Oulu.

### Transports

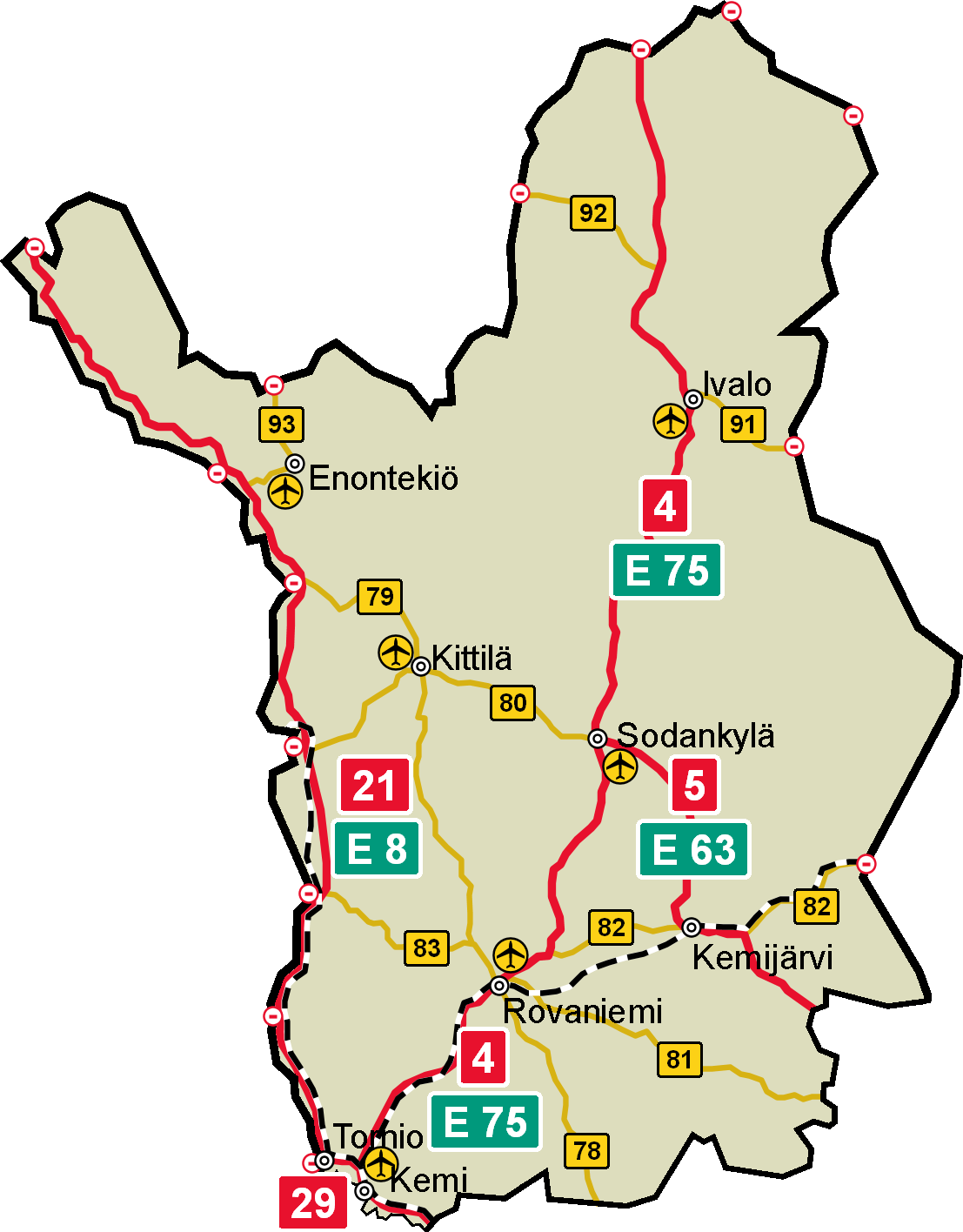
Carte des transports de Laponie. Sont indiqués les principaux centres de population, les routes nationales (en rouge), les routes principales (en jaune), les points de passage aux frontières,
les lignes de chemin de fer et les aéroports.

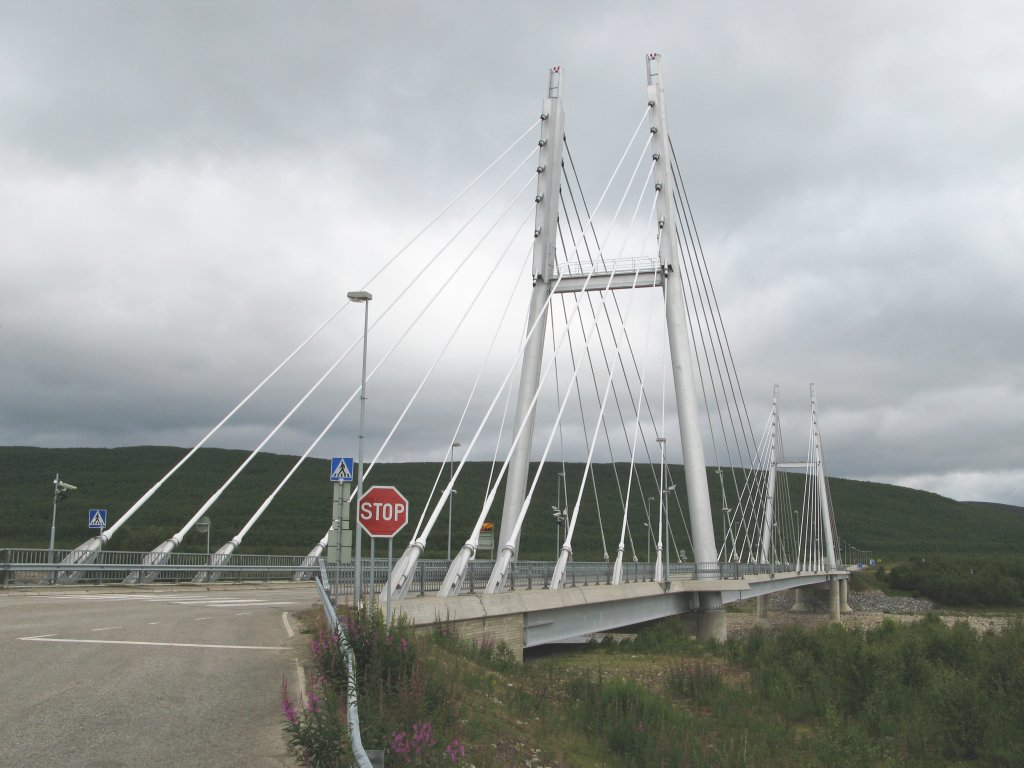
Pont de Sami à Utsjoki et point terminal de la route nationale 4.

#### Transport aérien
La Laponie dispose des aéroports de Kemi-Tornio, Rovaniemi, Kittilä, Ivalo et d'Enontekiö.
Les vols jusqu'à Helsinki durent environ 1,5 heure.

#### Transport ferroviaire
À l'Ouest, la ligne ferroviaire de Kolari va de Tornio à Kolari et à l'Est la ligne ferroviaire de l'Est mène de Keminmaa à Rovaniemi et en passant par Kemijärvi vers la frontière orientale jusqu'au village de Kelloselkä dans la commune de Salla.

#### Transport routier
La région est desservie les routes nationales et européennes suivantes :
- : Helsinki – Mäntsälä – Lahti – Heinola – Jyväskylä – Oulu – Kemi – Keminmaa – Rovaniemi – Sodankylä – Ivalo – Inari: Utsjoki
- : Heinola – Mikkeli – Varkaus – Kuopio – Iisalmi – Kajaani – Kuusamo – Kemijärvi – Sodankylä
- : Tornio – Pello – Kolari – Muonio – Kilpisjärvi

La région est aussi desservie par les routes principales : 
- : Paltamo – Pudasjärvi – Rovaniemi

- : Rovaniemi – Kittilä – Muonio

- : Sodankylä – Kittilä – Kolari

- : Rovaniemi – Posio – Kuusamo

- : Vikajärvi – Kemijärvi – Salla

- : Sinettä – Pello

- : Ivalo – Raja-Jooseppi (– Mourmansk)

- : Kaamanen – Karigasniemi (– Lemmijoki)

- : Palojoensuu – Hetta – Kivilompolo (– Alta)

## Économie

### Structure de l'emploi

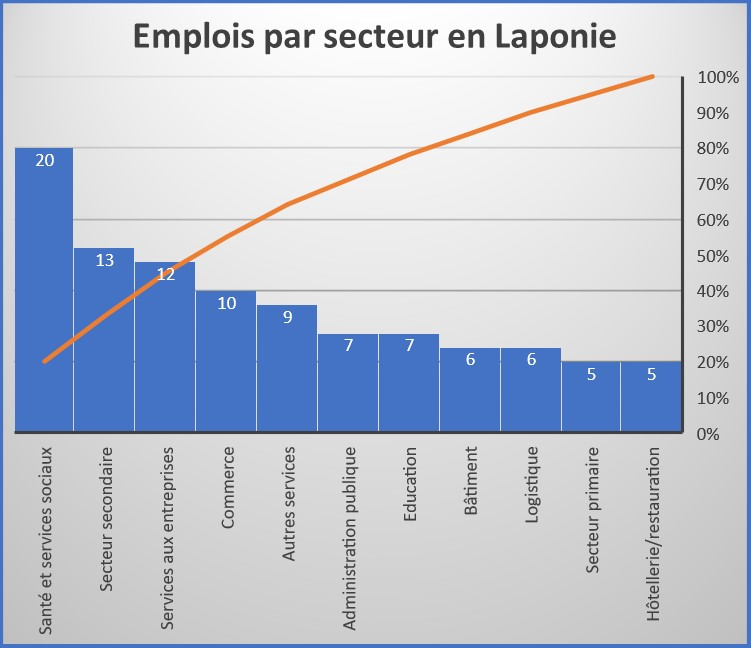
Emploi par secteur en Laponie en 2016
Source Tilastokeskus 2016

À la fin de 2018, la population de la Laponie est de 178 530 habitants et elle compte 68 930 emplois pour une population active de 81 350 personnes. 
Le PIB de la région s'élève à 6,53 milliards d'euros. 
Au total, 64 % des emplois en Laponie sont dans le secteur privé (entreprises privées et entreprises privées où l'État  est actionnaire majoritaire, entrepreneurs) et 36% dans le secteur public (État , municipalités). 
Comparativement à l'ensemble du pays, il y a moins d'emplois dans le secteur privé (-8 %) et plus dans les municipalités (+6 %). 
Par secteur, les plus gros employeurs sont les services sociaux et la santé, les entreprises de transformation y compris minière, les services aux entreprises, le commerce et les autres services.

### Chiffre d'affaires et emploi
Selon les estimations, en 2018, l'industrie représente la moitié des ventes nettes des entreprises de Laponie.
En incluant l'industrie minière, la part passe à 54 %. 
Le commerce représente plus de 16 % de l'activité et la construction presque 7 %.
Le nombre d'employés dans les entreprises est réparti entre les différents secteurs. L'industrie compte le plus grand nombre d'employés, selon l'estimation de 2018, soit 6 990 ÉTP.
Ensuite, le plus grand nombre de personnes est employé par les entreprises de services 6 050 ÉTP, le commerce 6 040 ÉTP et la construction 5 270 ÉTP.
En 2018, l’emploi des activités touristiques (services d’hôtellerie, de restauration et autres services touristiques) s'élève à 6 440 ÉTP. 

## Paysages de Laponie

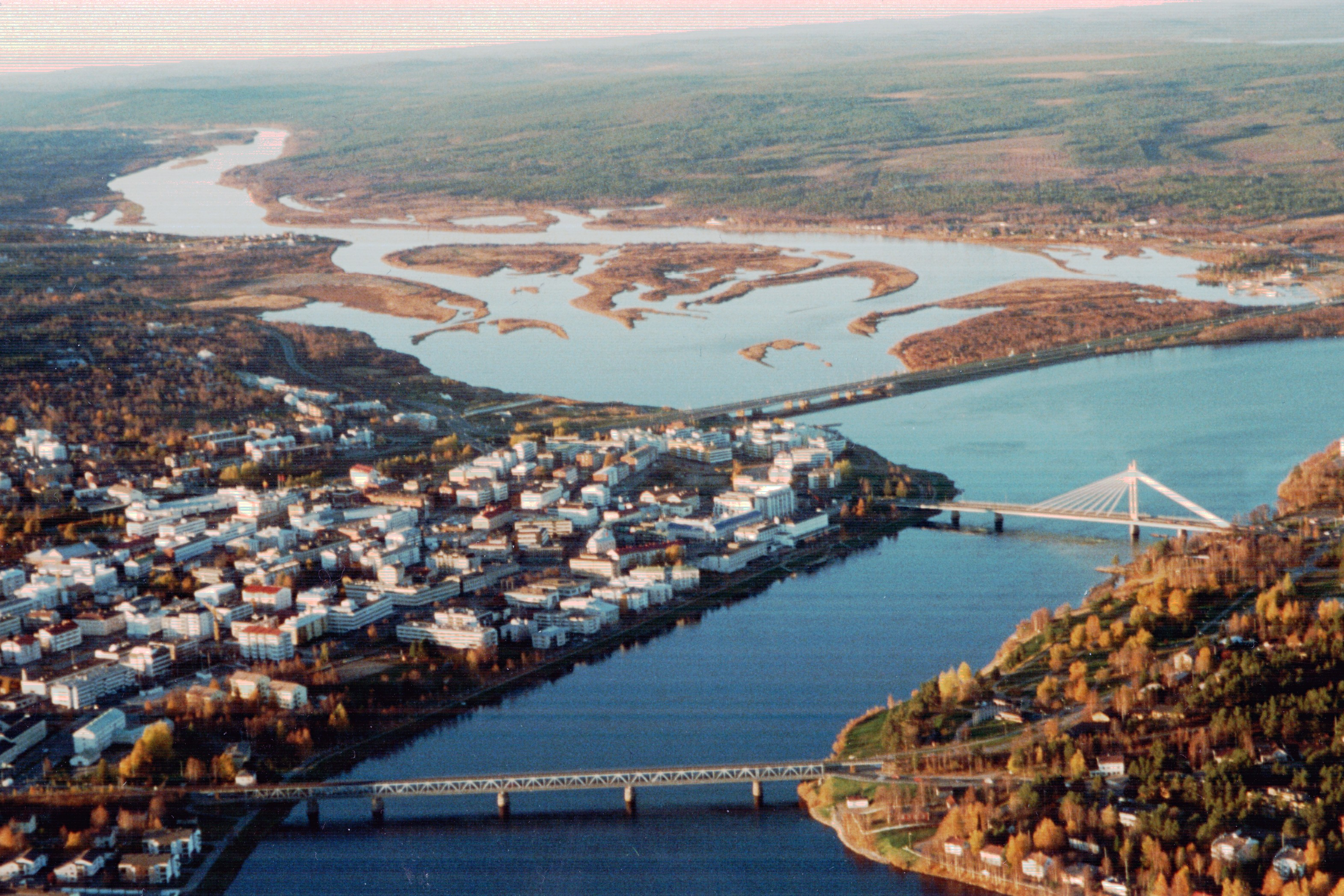
Vue aérienne de Rovaniemi.
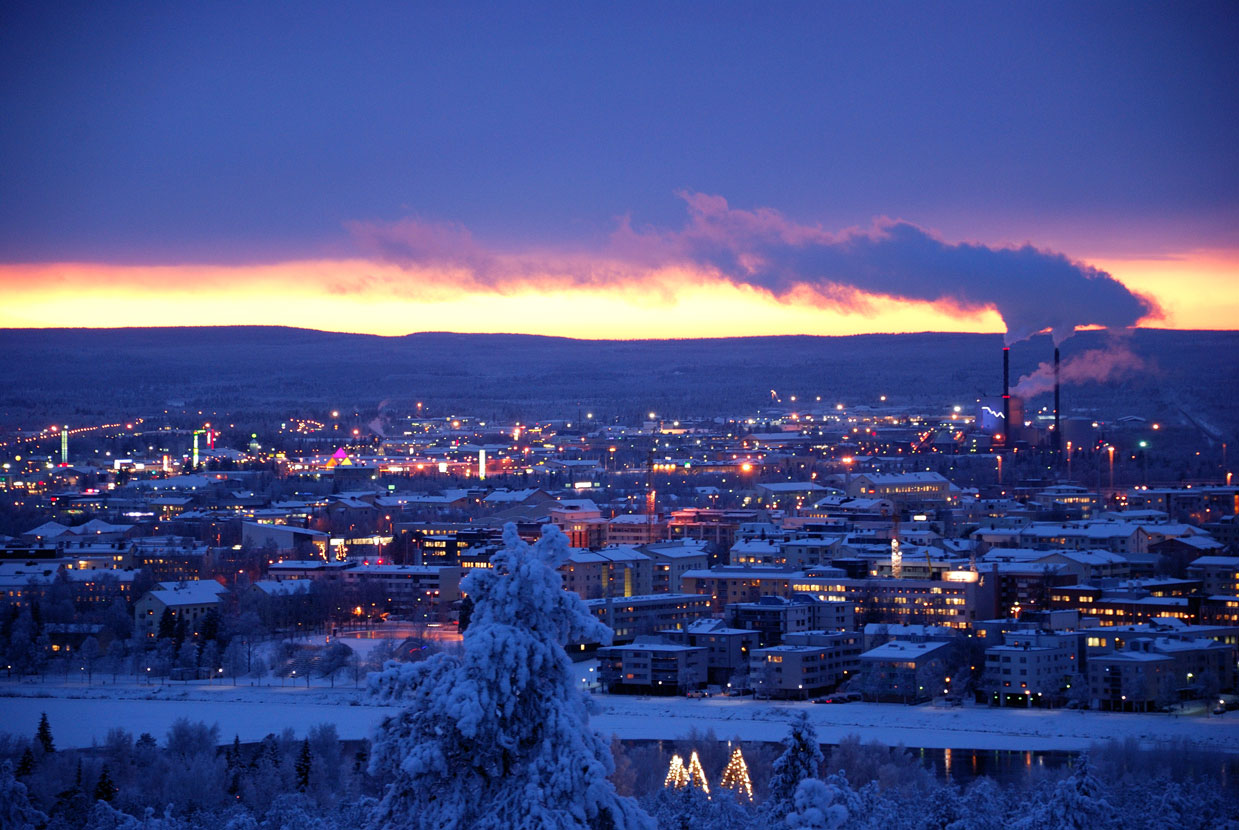
Centre de Rovaniemi.
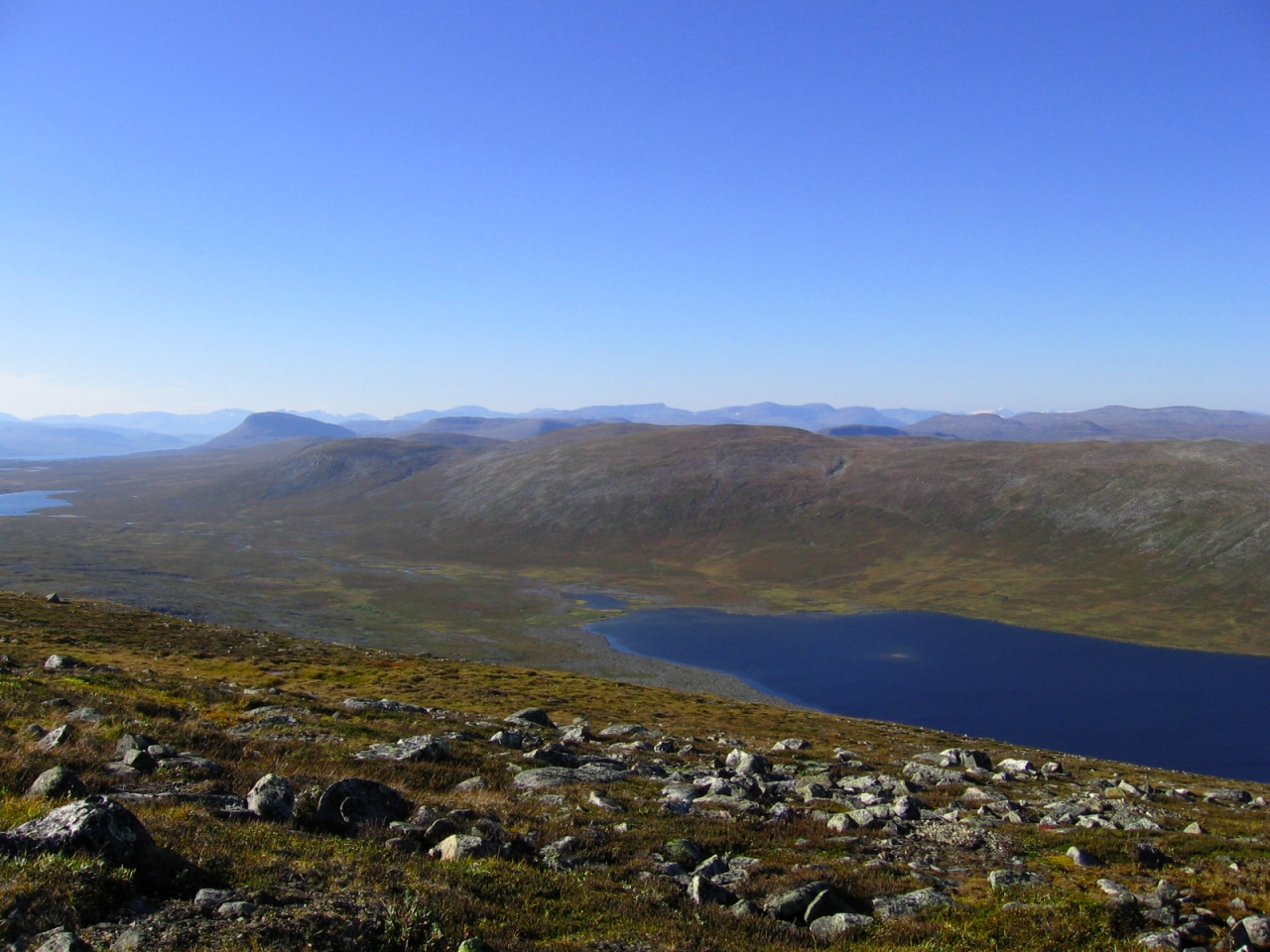
Zone sauvage de Käsivarsi
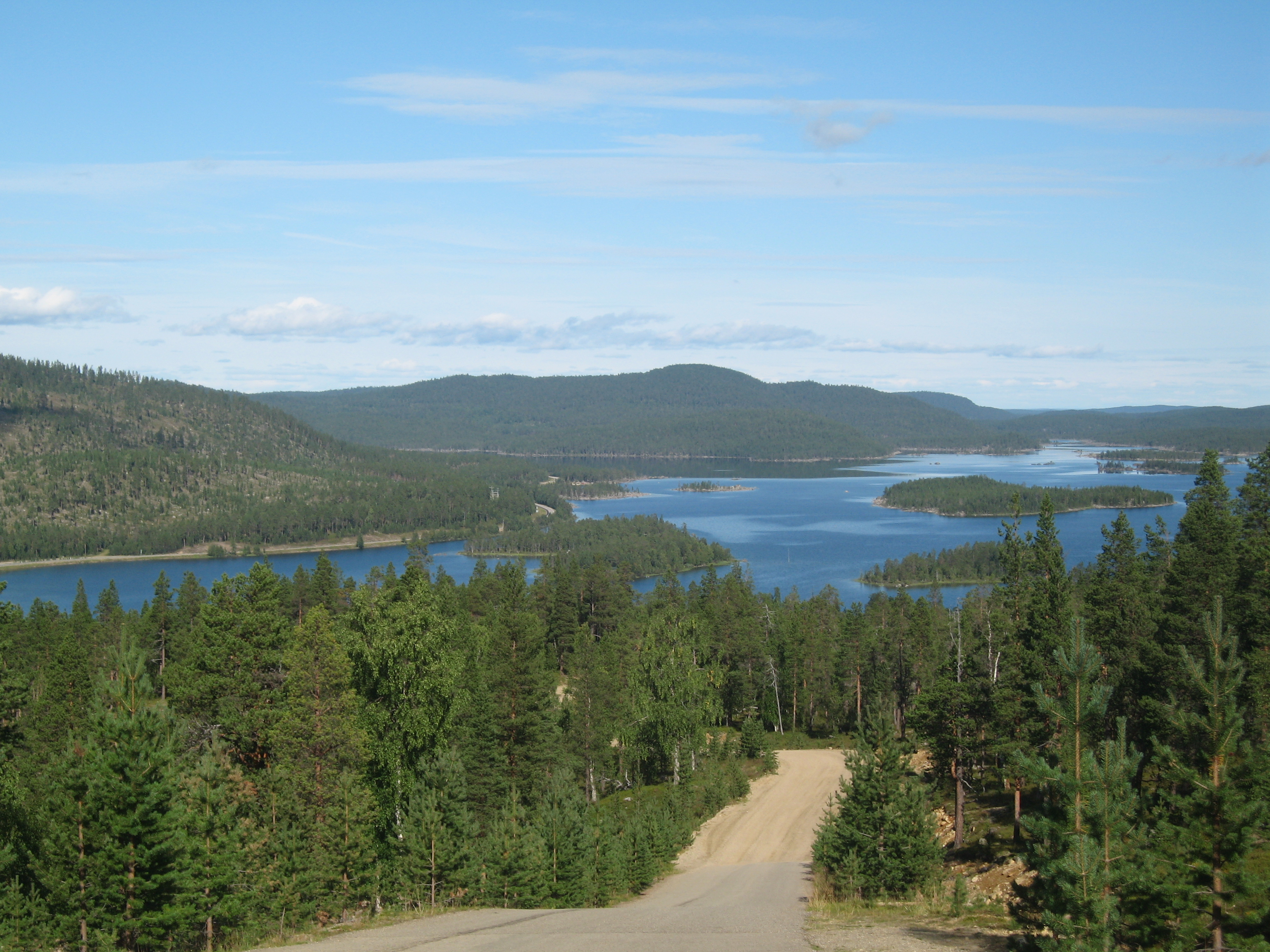
Lac Inari.
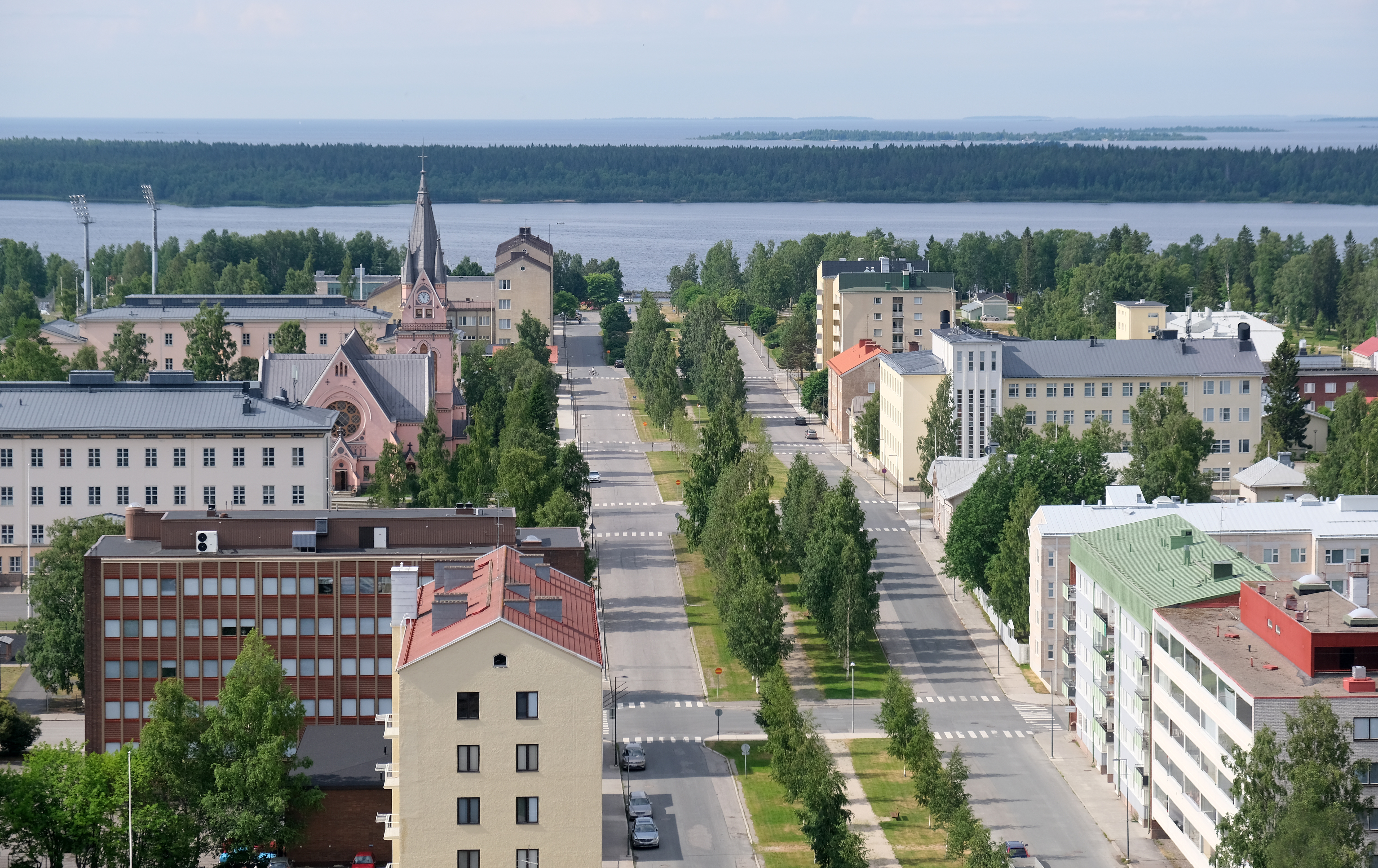
Rue Meripuistokatu à Kemi.